# PalaMolza
Il palasport di viale Molza è un palazzo dello sport di Modena.

## Storia
Il vecchio palazzo dello sport di Modena rappresenta un luogo quasi sacro per la storia sportiva della città. Utilizzato dalla Panini Modena di pallavolo, la struttura è stata destinata alla pratica di discipline impropriamente definite minori come l’hockey su pista, la pallamano, il Bike Polo e la boxe. Anche grazie alla sua collocazione nelle immediate vicinanze del centro storico, il PalaMolza è divenuto un centro privilegiato per la realizzazione di murales a cura dei più importanti Street artists della scena internazionale.